# 钱嘉东
钱嘉东（1924年—），又作钱嘉栋，上海人，中华人民共和国外交家。

## 生平
钱嘉东1946年毕业于上海交通大学机械工程专业，1949年加入中国共产党。中华人民共和国建国后，任上海市政府外事处科员。
1953年，钱调任中华人民共和国外交部亚洲司工作，先后参加了日内瓦会议和中印边界划界谈判等重大活动，任处长、专员等职。1966年调任周恩来的外事秘书，后成为周的两名主要秘书之一，与纪东并称为“一文一武”。
周恩来逝世后，钱回到外交部工作，任综合研究室研究员。1983年，钱赴瑞士日内瓦出任中华人民共和国常驻联合国日内瓦办事处和瑞士其他国际组织副代表、裁军大使，1985年，改任代表。1986年7月10日，钱奉命向关税及贸易总协定提交要求恢复中华人民共和国缔约成员方身份的申请函。1989年，钱退休，退居二线，任中国国际问题研究中心副总干事。1993年，当选第八届全国政协委员。

## 家庭
- 夫人 - 陈琰（外交部亚洲司副司长）[6]
- 女儿 - 钱韦
- 女婿 - 王毅（现任中央外办主任）